# Могучие утята 2
«Могучие утята 2» (англ. D2: The Mighty Ducks) — американский спортивный комедийно-драматический фильм 1994 года, снятый кинорежиссёром Сэмом Вайзманом. Является продолжением фильма о хоккее «Могучие утята». Главные роли исполнили Эмилио Эстевес, Кэтрин Эрбе, Майкл Такер, Ян Рубеш и Карстен Норгаард.
Фильм получил негативные оценки от критиков, но всё же был лучше воспринят чем его предшественник. При этом вторая часть «Могучих утят» была коммерчески успешна, собрав в американском прокате больше 10 миллионов долларов, и в целом в мире больше 45 миллионов.

## Сюжет
После событий первой части бывшая команда неудачников «Могучие утята» становится национальной сборной по хоккею. На этот раз им вместе с их тренером Гордоном Бомбеем предстоит одолеть непобедимую сборную Исландии.

## В ролях
- Эмилио Эстевес — Гордон Бомбей
- Кэтрин Эрбе — Мишель Маккей
- Майкл Такер — мистер Тибблз
- Ян Рубеш — Ян, брат Ханса из первого фильма
- Карстен Норгаард  — Вольф «Дантист» Станссон, тренер сборной Исландии
- Джошуа Джексон — Чарли Конуэй (#96), капитан команды «Могучие утята»
- Элден Хенсон — Фултон Рид (#44), тафгай команды «Могучие утята»
- Маргерит Моро — Конни Моро (#18), член команды «Могучие утята»
- Кинан Томпсон — Расс Тайлер (#56), член команды «Могучие утята»
- Гаретт Рэтлиф Хенсон — Ги (Гай) Жермейн (#00), член команды «Могучие утята»
- Аарон Лор — Дин Портман (#21), член команды «Могучие утята»
- Брэндон Адамс — Джесси Холл (#1), член команды «Могучие утята»
- Коломб Джейкобсен — Джули  «Кошка» Гафни (#6), член команды «Могучие утята»
- Скотт Уайт — Гуннар Шталь (#9), игрок сборной Исландии

Также в фильме содержатся камео-появления таких знаменитостей, как Карим Абдул Джаббар, Грег Луганис, Кристи Ямагути, Уэйн Гретцки, Крис Челиос, Люк Робитайл и Кэм Нили.

## Саундтрек
В фильме звучат следующие песни:
1. Queen – "We Will Rock You"
2. Poorboys – "You Ain't Seen Nothin' Yet" (Bachman-Turner Overdrive Cover)
3. Gary Glitter – "Rock and Roll"
4. Martha Wash – "Mr. Big Stuff"
5. David Newman – "Mighty Ducks Suite"
6. Tag Team – "Whoomp! (There It Is)"
7. The Troggs – "Wild Thing"
8. Gear Daddies – "Zamboni"
9. Queen – "We Are the Champions"
10. John Bisaha – "Rock the Pond"